# Šapová příze
Šapová příze
je výrobek z odpadů vznikajících při odmotávání hedvábí z kokonů bource morušového.

## Výroba
sestává z

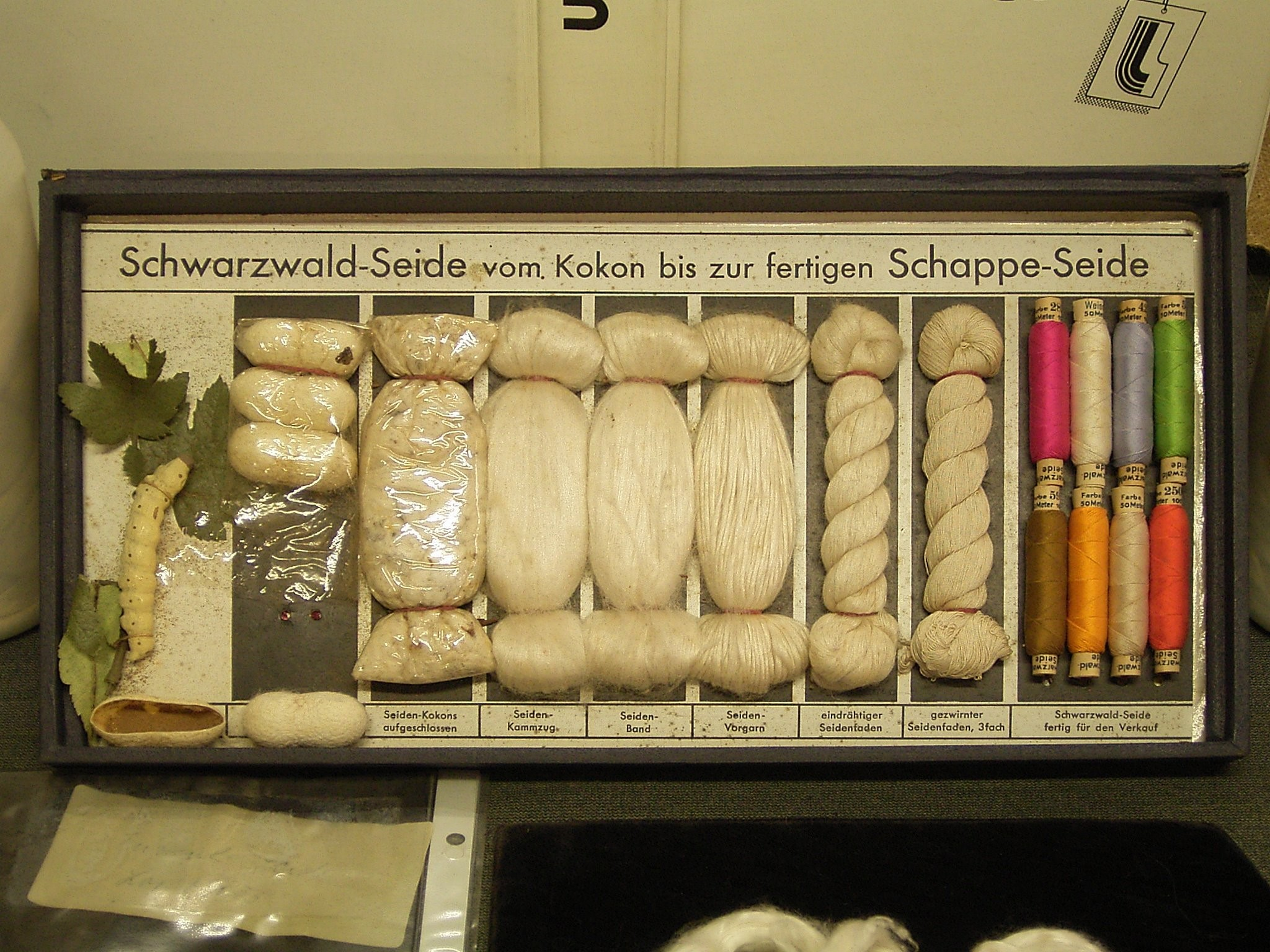
Vzorky hedvábí od kokonu přes polotovary až po skanou šapovou přízi na tkaní a na ruční práce

- Odklížení (odstranění cca 25 % sericinu, klihové hmoty).

Metody: praní v mýdlové vodě, syntetickými prostředky, enzymy a praní v horké vodě pod tlakem.
- Bělení peroxidem vodíku
- Případného zatěžkávání rostlinnými nebo minerálními prostředky (materiál na kravatové příze až 35 %)
- řezání a česání vláken

a) klasickým (velmi nákladným) způsobem:
- řezání na délku 120-200 mm
- 1. česání, česanec má vlákna nad 150 mm (kategorie A), 2. česání výčesku z předchozí pasáže, česanec 100 mm (B)
- 3. česání výčesku z předchozí pasáže, česanec 70 mm (C), 4. česání výčesku z předchozí pasáže, česanec 50 mm (D)
-	rozvolňování, mykání (oddělené partie A – D na válcové mykačce) a česání jednotlivých partií
b)	tzv. francouzským způsobem:
-	řezání na 20 – 120 mm
-	rozvolňování a mykání (na válcové mykačce)
-	česání
Poznámka: Protože se k česání dříve používaly nástroje s fleretovými hroty, říká se šapovým přízím také fleretové (nebo florettové hedvábí).
- posukování (hřebenové průtahové ústrojí)
- přástování na křídlovce nebo finiséru
- dopřádání na prstencovém stroji
- soukání a (zpravidla) skaní

Světová roční produkce se odhadovala na začátku 21. století na 14 000 tun. Přádelny šapových přízí se nacházejí prakticky jen ve státech, které produkují přírodní hedvábí (Čína, Indie). V ČR se šapové příze nikdy nevyráběly.

## Vlastnosti a použití příze
Příze mají pravidelný vzhled, jsou hladké, pevné, oproti hedvábí poněkud matnější.
Šapé patří k nejjemnějším staplovým přízím. V závislosti na délce vláken se vypřádají v jemnostech 2,5 – 12,5 tex s tažnou pevností 16-20 cN/tex. Např. příze 7 tex se prodávala v roce 2019 za 150 €/kg.
Příze se používají především na tkané šatovky a halenky pletené spodní prádlo a speciální šicí nitě
Označení šapé se používá také pro tkaniny z šapových přízí.

## Buretová příze
Buretová příze je výrobek z (poslední pasáže) výčesků šapových vláken a zbytků z kokonů nepoužitelných na šapové příze. Jsou to vlákna v délce 10-50 mm, která se zpracovávají technologií spřádání mykané vlny do jemnosti 17 tex. Příze vypadá poněkud nestejnoměrně, s charakteristickými vlákennými snopky. Tkané a pletené textilie z buretu mají matný vzhled a měkký omak, používají se na mnoho druhů svrchního ošacení.

## Technologie šapé
je označení pro modifikaci výrobního postupu spřádání šapového hedvábí. Tímto způsobem se zpracovávají výlučně syntetické filamenty, které se mění trháním na konvertoru na staplová vlákna (průměrně asi 15 cm dlouhá). Další zpracování je v principu stejné jako u standardní šapové příze.
Technologie šapé se začala používat v posledních letech 20. století. Ve 2. dekádě 21. století jsou známé varianty:
- V odborné literatuře se stručně popisuje výroba hybridních přízí:

- ze směsi staplových vláken ovinutých filamenty (na způsob jádrové příze). Příze jsou objemnější a mají zvýšenou pevnost.
- pro kompozity s vláknovou výztuží se směsují skleněná nebo uhlíková vlákna (výztuž) s termoplastickými, např. polyethylenem (matrice). Filamenty z těchto materiálů se trhají na konvertoru, následujícím zahříváním se termoplast taví a spojí s ostatními materiály. Jednotlivé složky směsi jsou velmi stejnoměrně rozložené. Příze se dají použít mimo kompozitů na šicí niti s vysokou pevností, ochranné oděvy, obaly.
- Francouzská firma Schappe Techniques vyrábí šapové příze na bázi trhaných filamentů z různých vysoce výkonných materiálů podle vlastních patentů. Příze jsou určeny ke speciálním technickým účelům.[9]

Bližší podrobnosti nejsou veřejně známé.
- Japonská firma Fujix vyrábí z polyesteru šicí nitě v jemnostech od 20 do 65 tex pro domácí potřebu.[12]